# 알기르다스 줄리앙 그레마스

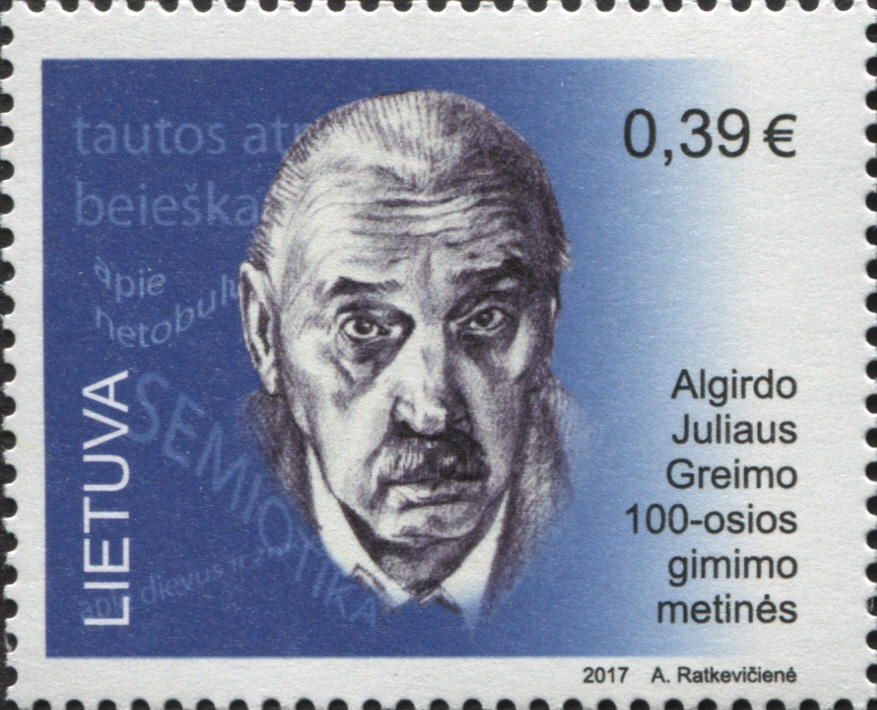

알기르다스 줄리앙 그레마스(프랑스어: Algirdas Julien Greimas, 리투아니아어: Algirdas Julius Greimas 알기르다스 율류스 그레이마스, 1917년 3월 9일 ~ 1992년 2월 27일)은 리투아니아계 프랑스인 언어학자이며, 파리 기호학파의 창시자이자 행동자 모델, 서사 프로그램, 기호 생성 모델, 기호사각형 등의 개념을 창시한 기호학자이다.